# Khi hơi thở hóa thinh không
Khi hơi thở hóa thinh không (tựa gốc tiếng Anh: When Breath Becomes Air) là tự truyện của tiến sĩ Paul Kalanithi về cuộc đời và cuộc chiến của anh chống lại căn bệnh ung thư phổi. Cuốn sách được phát hành bởi nhà xuất bản Random House vào ngày 12 tháng 1 năm 2016, sau khi Paul đã qua đời.
Trong cuốn sách, Paul kể về niềm đam mê với văn học, cũng như những băn khoăn của anh về ý nghĩa của cuộc sống và cái chết. Chúng đã thôi thúc anh theo học chuyên ngành Tiếng Anh và Sinh học ở Đại học Stanford, Lịch sử và Triết học Khoa học - Y dược ở Đại học Cambridge, và cuối cùng là Y khoa ở Đại học Yale.
Khi đang hoàn thành năm thực tập cuối cùng ở Đại học Stanford trong vai trò bác sĩ giải phẫu thần kinh, Paul Kalanithi bắt đầu nhận thấy các vấn đề sức khỏe như sút cân nhanh và những cơn đau lưng hoặc tức ngực ở các cường độ khác nhau. Mối quan hệ giữa Paul và vợ anh - Lucy - cũng gặp trục trặc khi Lucy cảm thấy Paul không cởi mở về tình trạng của mình. Những chẩn đoán sau đó đi đến kết luận là Paul bị ung thư phổi di căn giai đoạn cuối. Ở tuổi 36, khi đang trên đường đến đỉnh cao sự nghiệp, Paul bỗng thấy mình trở thành bệnh nhân trong bệnh viện mà mình từng làm việc. Những ước mơ, dự định của Paul và Lucy cũng vụt biến mất khỏi tầm tay của hai người.
Cuốn sách được phát hành tại Việt Nam từ tháng 7 năm 2017 qua bản dịch của dịch giả Trần Thanh Hương, do Nhà xuất bản Lao Động ấn hành.

## Bối cảnh
Paul Kalanithi được chẩn đoán mắc bệnh ung thư phổi vào tháng 5 năm 2013, khi đang là bác sĩ thực tập giải phẫu thần kinh và Phó giáo sư dự bị chuyên ngành thần kinh học ở Đại học Stanford. Trong quá trình điều trị bệnh, Paul đã chia sẻ cách nhìn và trải nghiệm của anh đối với bệnh tật và y học qua một số bài luận trên các tờ báo The New York Times, The Paris Review và tạp chí Stanford Medicine, đồng thời tham gia phỏng vấn và phát biểu tại nhiều diễn đàn. Bên cạnh đó, anh cũng bắt tay viết cuốn tự truyện kể về hành trình trở thành bác sĩ rồi sau đó là bệnh nhân cận kề với cái chết.
Paul qua đời vào tháng 3 năm 2015, 10 tháng trước khi cuốn sách của anh - "Khi hơi thở hóa thinh không" - được xuất bản. Tiến sĩ Abraham Verghese ghi lời tựa và Lucy Kalanithi - vợ Paul - viết lời kết cho cuốn sách.

## Bố cục
- Đề tựa
- Lời mở đầu
- PHẦN I: Khởi đầu từ một sức khoẻ hoàn hảo
- PHẦN II: Không dừng cho tới chết
- Lời bạt
- Lời cảm ơn

## Đánh giá
"Khi hơi thở hóa thinh không" đứng đầu danh mục sách bán chạy của The New York Times trong 68 tuần ở hạng mục phi hư cấu.
Matt McCarthy của tờ USA Today đánh giá cuốn sách 4/4 sao, nhận xét đây là "một câu chuyện tuyệt vời và đáng kinh ngạc, xúc động đến mức khiến tôi phải dừng lại nhiều lần để có tâm lý đọc hết". Nick Romeo của tờ The Boston Globe viết: "cuốn sách có sự thông thái và lôi cuốn như một bi kịch Hy Lạp cổ đại". Melissa Maerz của Entertainment Weekly thì cho rằng cuốn sách "quá độc đáo, quá đau buồn... Điểm khiến tôi tiếc nuối về cuốn sách, cũng như về cuộc đời của tác giả, là cả hai đều kết thúc quá sớm."
Bill Gates cũng bày tỏ tình cảm của mình đối với cuốn sách, nói rằng nó đã làm ông rơi nước mắt dù không phải là người dễ xúc động. Ông viết: "Chắc chắn tôi sẽ đọc lại Khi hơi thở hóa thinh không thêm lần nữa. Cuốn sách đã đưa ra nhiều mâu thuẫn thú vị - như giữa sống và chết, bác sĩ và bệnh nhân, cha và con, sự nghiệp và gia đình, đức tin và lý trí - tôi nghĩ mình sẽ hiểu thêm nhiều điều khi đọc lại cuốn sách lần sau."

### Giải thưởng
- Đề cử giải "Welcome Book" năm 2017[7]
- Chung khảo giải "Pulitzer", hạng mục Tự truyện và Tiểu sử, năm 2017[8]
- Vòng 2 giải "Jan Michalski" năm 2017[9]
- Thắng giải lựa chọn của trang Goodreads năm 2016